# Aprostocetus esurus
Aprostocetus esurus is een vliesvleugelig insect uit de familie Eulophidae. De wetenschappelijke naam is voor het eerst geldig gepubliceerd in 1879 door Riley.